# ボイ・ロドリゲス
フェルディナンド・ボイ・ロドリゲス（Ferdinand Boi Rodriguez, 1966年4月14日 - ）は、プエルトリコのサンフアン出身の元プロ野球選手（外野手）。右投げ左打ち。台湾球界での登録名は、羅得。

## 来歴・人物
1987年にモントリオール・エクスポズと契約。その後、移籍を繰り返すもののメジャーへの昇格は叶わなかった。
1997年に中華職業棒球聯盟（CPBL）の統一ライオンズで1年間プレーし、本塁打王に輝く。
1998年からはメキシカンリーグのモンクローバ・スティーラーズでプレー。2000年に打点王、2001年に本塁打王と打点王の二冠に輝く。
2002年に日本プロ野球（NPB）の横浜ベイスターズに入団。開幕2戦目の対広島戦（広島市民球場）で黒田博樹からNPB初安打を本塁打で飾る。7月27日の対広島戦ではサイクル安打を達成。同年は打率.262、18本塁打、60打点でチーム二冠（本塁打と打点）の成績を残すが、当時36歳と高齢であったことと、助っ人選手としては物足りない成績であることから11月28日に解雇となった。
翌2003年は韓国プロ野球（KBO）のロッテ・ジャイアンツに移籍するが、わずか7試合に出場したのみでシーズン途中に解雇となった。
その後はメキシカンリーグに復帰し、2005年までプレーして現役を引退した。

## 詳細情報

### 年度別打撃成績
| 年 度     | 球 団         | 試 合 | 打 席 | 打 数 | 得 点 | 安 打 | 二 塁 打 | 三 塁 打 | 本 塁 打 | 塁 打 | 打 点 | 盗 塁 | 盗 塁 死 | 犠 打 | 犠 飛 | 四 球 | 敬 遠 | 死 球 | 三 振 | 併 殺 打 | 打 率 | 出 塁 率 | 長 打 率 | O P S |
| --------- | ------------- | ----- | ----- | ----- | ----- | ----- | -------- | -------- | -------- | ----- | ----- | ----- | -------- | ----- | ----- | ----- | ----- | ----- | ----- | -------- | ----- | -------- | -------- | ----- |
| 1997      | 統一          | 92    | 385   | 314   | 83    | 113   | 22       | 1        | 27       | 218   | 77    | 5     | 3        | 1     | 2     | 61    | 3     | 4     | 67    | 8        | .360  | .467     | .694     | 1.161 |
| 2002      | 横浜          | 138   | 510   | 451   | 56    | 118   | 24       | 3        | 18       | 202   | 60    | 10    | 5        | 0     | 3     | 54    | 1     | 2     | 122   | 9        | .262  | .341     | .448     | .789  |
| 2003      | ロッテ（KBO） | 7     | 23    | 21    | 0     | 4     | 2        | 0        | 0        | 6     | 0     | 0     | 0        | 0     | 0     | 2     | 2     | 0     | 11    | 0        | .190  | .261     | .286     | .547  |
| CPBL：1年 | CPBL：1年     | 92    | 385   | 314   | 83    | 113   | 22       | 1        | 27       | 218   | 77    | 5     | 3        | 1     | 2     | 61    | 3     | 4     | 67    | 8        | .360  | .467     | .694     | 1.161 |
| NPB：1年  | NPB：1年      | 138   | 510   | 451   | 56    | 118   | 24       | 3        | 18       | 202   | 60    | 10    | 5        | 0     | 3     | 54    | 1     | 2     | 122   | 9        | .262  | .341     | .448     | .789  |
| KBO：1年  | KBO：1年      | 7     | 23    | 21    | 0     | 4     | 2        | 0        | 0        | 6     | 0     | 0     | 0        | 0     | 0     | 2     | 2     | 0     | 11    | 0        | .190  | .261     | .286     | .547  |

- 各年度の太字はリーグ最高

### タイトル
CPBL
- 本塁打王：1回 （1997年）

### 表彰
CPBL
- ベストナイン：1回（1997年）

### 記録
NPB
- 初出場・初先発出場：2002年3月30日、対広島東洋カープ1回戦（広島市民球場）、7番・右翼手で先発出場
- 初打席：同上、2回表に佐々岡真司から遊撃ゴロ
- 初安打・初打点・初本塁打：2002年3月31日、対広島東洋カープ2回戦（広島市民球場）、2回表に黒田博樹から左越2ラン
- 初盗塁：2002年5月18日、対読売ジャイアンツ10回戦（東京ドーム）、2回表に二盗（投手：上原浩治、捕手：阿部慎之助）
- サイクルヒット：2002年7月27日、対広島東洋カープ15回戦（函館オーシャンスタジアム）　※史上52人目

### 背番号
- 10 （1997年）
- 35 （2002年）
- 3 （2003年）